# Do not go gentle into that good night
Do not go gentle into that good night est un poème (et plus précisément une villanelle) écrit par Dylan Thomas. Publié pour la première fois en 1951 dans la revue littéraire Botteghe Oscure, il apparait également dans le recueil In Country Sleep and other poems (1952).
Do not go gentle into that good night est l'un des poèmes les plus populaires et accessibles de Thomas, et considéré comme l'une de ses plus grandes œuvres. Il a été suggéré que Thomas l'a écrit pour son propre père mourant or le poème a été écrit en 1947 et son père est mort juste avant Noël 1952.

## Description
« Et toi, mon père, là, sur ces tristes hauteurs,

Maudis-moi, bénis-moi de pleurs durs, je le veux !

N’entre pas apaisé dans cette bonne nuit,

Mais rage, rage encore lorsque meurt la lumière., »

— Dylan Thomas, Do not go gentle into that good night
Le poème est composé de 168 mots divisé en six strophes de trois vers chacune, à l'exception de la sixième qui est de quatre vers.